# 泥
泥是與水混合的土壤(soil)、壤土(Loam)、淤泥(英語：silt)或黏土(clay)。它通常在降雨後或水源附近形成。古老的泥漿沉積物隨著地質時間的推移而硬化，形成沉積岩，例如頁岩或泥岩。當在河口形成泥質地質沉積物時，形成的層被稱為海灣泥。

## 定义

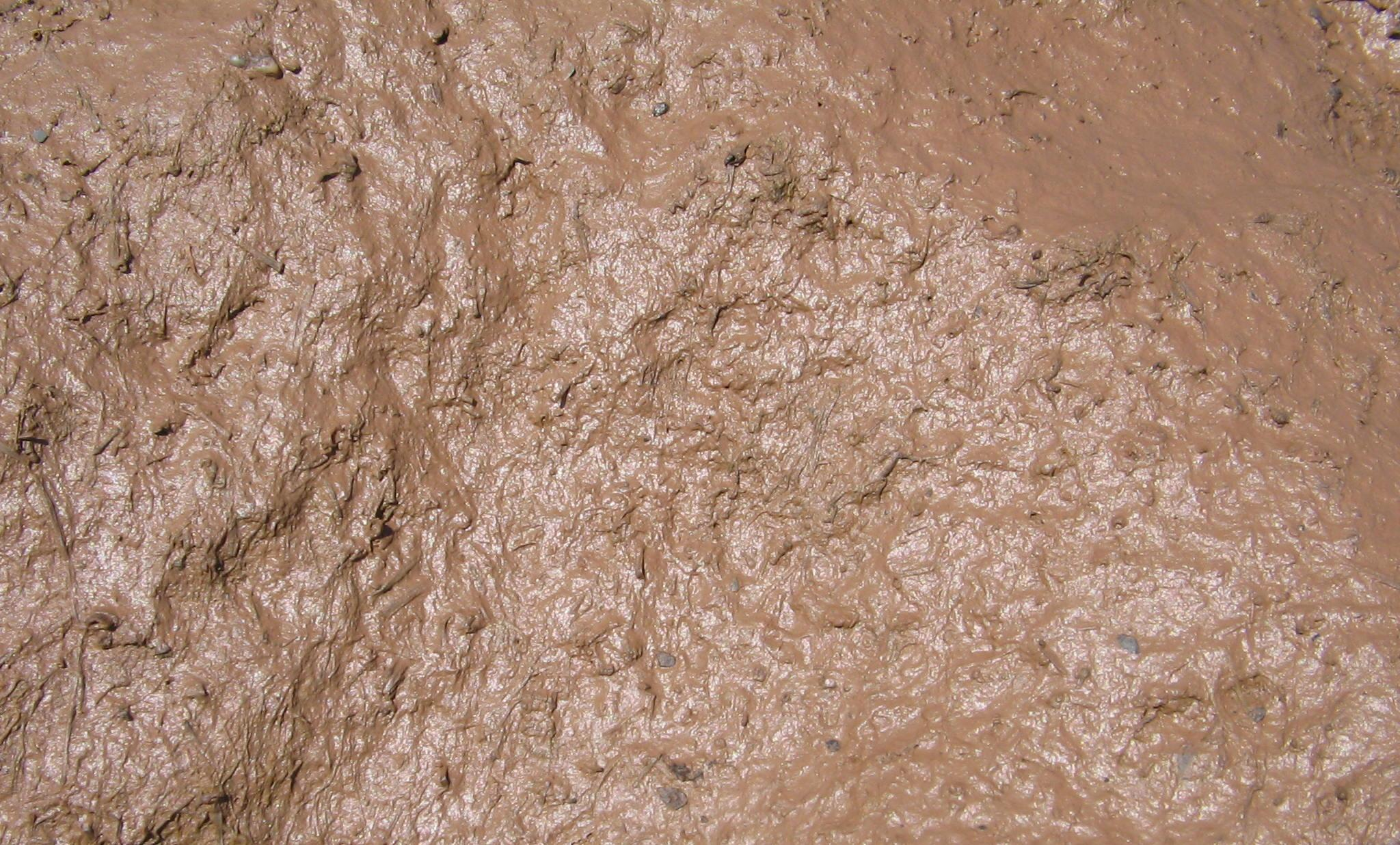
棕色的粘土泥

- 一般来说泥是通过均匀地悬浮在液体中的细小的固体物质形成的。假如这些固体物质比其悬浮在内的液体重，而且液体处于静态中的话，那么过一段时间后这些悬浮的固体物质就会沉淀到底部。这样形成的、密度比较高的沉淀物就被称为泥。在泥中固体物质不再悬浮在液体重，而是比较密集地堆在一起，但是它们之间依然有一层非常薄的液体层将它们隔离开。
- 在岩相学中泥有比较明确的定义。泥是由水和颗粒细小的土壤、粘土所组成的混合物。污泥则是含比较高有机物质的泥。泥逐渐脱水成岩后形成页岩或泥岩。在地质学中泥的定义比岩相学的定义要广一些。在这里不是沉积导致的水与细小的悬浮物组成的混合物也被称为泥。比如由生物沉积导致的碧玄岩泥。而热泥锅里的泥则是由水和颗粒细小的火山岩组成的。

## 工程基礎
在土質基礎上修建道路，乾燥的情況下車輛會把土路壓實；但在濕潤的情況下車輛的碾壓將很快把土路變成爛泥。
解決的辦法是在土質路基上鋪設厚厚的碎石層：碎石路基將彼此鎖定，並把負載的車輛重量分散到更大的面積上。適量的排水設施亦然必要，防止更下層的土質路基滲水使之軟化。
在黏土地基上建房子也存在類似問題。當水分增加時，黏土將會膨脹並變軟。導致建築物下的地基承重而釋出一些黏土。待天氣乾燥時，黏土乾燥將會收縮。這類過程使得建築物以及它的牆壁損毀。
解決辦法是令建築物地基含水量維持穩定，在建築物四周修建排水設施。
但使用此方法地基下釋出的黏土乾燥時將不會再回歸地基下。經過一段時間的乾濕循環，會發生建築物地基下沉。如果下沉不均匀，將會導致建築物損壞：牆壁龜裂及類似問題。

## 日常用語
在日常生活中泥往往與垃圾、骯髒和潮濕的土地同義。

## 延伸阅读
[在维基数据编辑]
 《欽定古今圖書集成·方輿彙編·坤輿典·泥部》，出自陈梦雷《古今圖書集成》